# Jerzy Skolimowski
Jerzy Skolimowski (Łódź, Polònia, 5 de maig de 1938) és un director de cinema, actor i artista pintor polonès. És considerat com un dels grans noms del Nou cinema polonès dels anys 1960.

## Biografia
La infantesa de Jerzy Skolimovski és fortament marcada per l'experiència de la guerra. Molt jove, el seu pare, enginyer en els ferrocarrils i membre de la resistència polonesa, és detingut pels nazis el 1941 i mor al Camp de concentració de Flossenbürg el 1943. La seva mare pren el relleu a la resistència, amagant material per imprimir fulls sota el llit del seu fill que s'ha de mostrar jovial en els escorcolls de la Gestapo perquè no busquin allà. La seva mare amagarà també una dona i els seus dos fills jueus.
El jove Jerzy Skolimowski és un nen sovint malalt, i durant la guerra pateix faim. Queda també psicològicament afectat per la tensió d'aquesta època. Després de guerra la seva mare, forta pel seu passat de resistent, participa en la posada en marxa d'una nova política d'educació a Polònia. Treballa molt, creant escoles i ensenyant fins tard. És llavors enviada com a agregada cultural a Praga on continuen de 1948 a 1953, havent de marxar després perquè no és membre del Partit Obrer Unificat Polonès. El nen és escolaritzat a la mateixa escola que Václav Havel que es converteix en un els seus bons companys de classe. A l'escola, considera tenir professors horribles per qui no té cap respecte. Aquest contacte ha fet segons ell néixer-li els temes de la no comunicació entre les generacions i del menyspreu envers les persones més grans que es troben a les pel·lícules del començament de la seva carrera. Sent també que existeix a Polònia un fossat entre els més grans, que han viscut la guerra, i els més joves, que no l'han coneguda.
Comença a escriure poesia, ja que desitja treballar amb el músic de jazz Krzysztof Komeda. Li proposa ingènuament uns texts per a la seva música. Komeda refusa els textos, però neix una amistat i Skolimowski farà les llums dels concerts de Komeda abans que el músic compongui les bandes originals de totes les pel·lícules del realitzador fins a la seva mort el 1969. Jerzy Skolimowski publica el seu primer recull de poemes Alguna part prop seu  el 1958 i un any més tard es diploma per la Universitat de Literatura i d'Història de Varsòvia. Considera que no és un molt bon poeta.
Coneix Andrzej Wajda en una residència per a escriptors, quan ha escrit amb Jerzy Andrzejewski el guió de Niewinni czarodzieje (Els Innocents encantadors) el 1960. Wadja li demana la seva opinió sobre el guió, ja que és el més jove dels autors presents. Skolimowski respon que les reaccions dels joves al que és escrit són inversemblants i Wadja li proposa de col·laborar en el guió. Amb els consells de Wajda passa el concurs per entrar a l'Escola nacional de cinema de Łódź on coneix Roman Polanski. És l'autor del guió i dels diàlegs del primer llargmetratge d'aquest, Nóż w wodzie (El Ganivet a l'aigua). Es defineix com mandrós i explica que és a causa d'aquest defecte que abandona l'escriptura per a la direcció: li sembla en efecte més fàcil expressar en un pla el que es diu en un llarg text, i més simple de realitzar ell mateix que d'explicar a un altre com imagina que ha de ser posat en escena el guió que ha escrit.

### Primeres pel·lícules a Polònia i començament de carrera a l'estranger
Realitza Boks , un migmetratge sobre la boxa el 1959, mentre és al primer any de l'escola de Łódź. Es tracta d'un guió que Skolimowski ha enviat a un concurs organitzat pel Comitè Olímpic polonès per realitzar curtmetratges per tal d'incitar els joves a fer boxa. Guanyant el concurs de guió, Jerzy Skolimowski es creu que ja està diplomat per poder dirigir ell mateix el film.
Skolimowski dirigeix llavors la trilogia de les aventures d'Andrzej Lezczyc, jove colèric i inadaptat amb Rysopis, Walkower i Bariera. Rysopis  és rodat durant els estudis del realitzador a Łódź. Ha de realitzar regularment curtmetratges per passar els seus exàmens i decideix fer de manera que totes aquestes pel·lícules i proves estiguin lligades entre elles perquè constitueixin, finalment, un llargmetratge sencer. Skolimowski es diu que d'aquesta manera, no tindria necessàriament que treballar com ajudant de direcció, ja que ha estat capaç de realitzar un llargmetratge.
Té pocs mitjans per fer les seves pel·lícules, i pren el costum de filmar les accions en una sola presa.
Realitza Le Départ a Bèlgica (Os d'or a la millor pel·lícula al Festival de Berlín de 1967). Roda aquesta pel·lícula en 27 dies, declarant llavors que un temps tan curt li convé, ja que és tan mandrós que quan disposa de poc temps, millor hi treballa.

El 1967 dirigeix Ręce do góry . Considerarà el 1968 que es tracta del seu millor film. Hi mostra un home de trenta-cinc anys que, havent-ho aconseguit tot professionalment i socialment, es pregunta que ha fet els seus deu últims anys i que queda dels ideals de la seva joventut. Skolimowski espera així parlar de la seva generació que volia 
| « | crear alguna cosa artísticament, científicament, políticament | » |

 i es pregunta on són ara l'entusiasme i la ràbia.
En aquesta època Skolimowski diu no estar compromès políticament, no sent membre del Partit obrer unificat polonès. El govern al cap i a la fi, produeix els seus films pensa que si un artista ha de tenir una visió humanista, no és forçat a introduir-se en política i declara deixar la política als politics. Viu amb la seva dona i el seu fill a Varsòvia. Fins i tot si li agrada treballar a l'estranger i allò li permet tenir altres experiències i tenir altres punts de vista sobre el seu país, es considera com profundament polonès.

### Exili
Rece di góry és prohibit per la censura, considerat com una càrrega antistalinista (s'estrenarà finalment el 1981) i Jerzy Skolimowski decideix no rodar més a Polònia. Estima que aquesta prohibició 
| « | ha destruït pràcticament [la seva] vida | » |

, ja que a partir d'aquest moment ha hagut de marxar del seu país, viure anant d'un país a l'altre i sobretot deixar de fer les pel·lícules que volia verdaderament realitzar per començar a fer pel·lícules per guanyar diners. El realitzador se sent empès fora, desemparat, no sabent on anar. Skolimowski gaudeix tanmateix en aquell temps d'un cert prestigi a Europa de l'Oest: la revista Sight and Sound el considera per exemple com 
| « | el cineasta més explosiu i original de l'Europa de l'Est. | » |

Skolimowski es troba amb Roman Polanski a Londres, que li parla de la possibilitat de realitzar una pel·lícula històrica sobre Arthur Conan Doyle, Les aventures del caporal Gérard. Tenint una imperativa necessitat de diners, Skolimowski accepta realitzar el que considera el 2013 com una pel·lícula estúpida. El rodatge és difícil: Skolimowski pateix per no parlar anglès, enyora tornar però Claudia Cardinale amenaça de deixar també la pel·lícula si marxa. Ajuda en el muntatge de la pel·lícula sense poder realment participar-hi, i no té el final cut, sentint-se desposseït d'una bruta manera.
Realitza llavors Deep End (1970), la primera de les seves pel·lícules en obtenir un èxit internacional, després Travail au noir (1982) i Le Succès à tout prix (1984). En resposta al fracàs d'aquesta pel·lícula, marxa a treballar als Estats Units. Hi realitza Le Bateau phare.
El 1991, adapta una de les principals novel·les de la literatura polonesa: Ferdydurke de Witold Gombrowicz. Però si Skolimowski aprecia el talent de les actrius de la pel·lícula, Fabienne Babe i Judith Godrèche, la pel·lícula pateix de ser una coproducció entre massa països diferents, el que el realitzador qualificarà d'europudding. Després d'aquesta pel·lícula, que considera com la seva més dolenta, decideix fer una pausa d'alguns anys que durarà de fet disset ans.

### Aturada en la seva carrera i represa al cap de disset anys
Es dedica durant aquesta pausa sobretot a la pintura on troba un cert èxit. Treballa també regularment com a actor. Destaca amb un segon paper a Promeses de l'est de David Cronenberg. Ja que aquestes activitats de pintor i d'actor li permeten guanyar-se confortablement la vida, decideix que no dirigirà de nou només si pot fer pel·lícules sense compromis i jurant-se de no fer mai més una pel·lícula com Ferdydurke.
Algun temps abans de tornar al cinema amb Quatre nits amb Anna el 2008, torna a instal·lar-se a Polònia amb la seva dona, Ewa Piaskowska, a distància de Varsòvia. Vivien anteriorment a Califòrnia. Tenen una casa en plena naturalesa, cosa nova per al realitzador, i la relació a la naturalesa és per a ell una forta experiència. La seva pel·lícula seguint, Essential Killing, està en gran part rodada a Polònia, ja que el realitzador desitjava de nou, com ho havia fet amb la seva precedent pel·lícula, rodar prop del seu domicili.

A la pregunta: 
| « | Per què les seves pel·lícules són obsessives? | » |

 ha respost el 2010 que era pels « outsiders. » Algunes de les seves teles es poden veure a la pel·lícula de Roman Polanski The Ghost Writer.
L'abril del 2011 va ser president del jurat del Festival internacional del cinema independent Off Més Camera de Cracòvia.

## Gustos i influències
El 1968 Jerzy Skolimowski es declara molt influenciat per Jean-Luc Godard. Mai no n'ha vist tanmateix una sola pel·lícula quan ha realitzat Rysopis i Walkower. Declara que també li agradin molt les pel·lícules americanes. Les seves pel·lícules preferides en aquell temps són Ciutadà Kane, Al final de l'escapada i Vuit i mig. Li agraden també les pel·lícules de Roman Polanski, precisant que no és perquè sigui el seu amic. La seva obra preferida de Polanski és Cul-de-sac. Considera que la millor pel·lícula polonesa de tots els temps és Cendres i Diamant de Andrzej Wajda.

## Filmografia

### Director

#### Llargmetratges
- 1964: Rysopis
- 1965: Walkower
- 1966: Bariera
- 1967: Le Départ
- 1967: Rece do góry
- 1970: Les aventures d'en Gerard (The Adventures of Gerard)
- 1970: Deep End
- 1972: King, Queen, Knave
- 1978: El crit (The shout)
- 1982: Treball clandestí
- 1984: Success is the best revenge
- 1986: The Lightship
- 1989: Acque di primavera
- 1991: 30 Door Key
- 2008: Cztery noce z Anną
- 2010: Essential Killing
- 2022: IO

#### Curts
- 1959: Boks, migmetratge
- 1960: oko wykol
- 1960: Hamles
- 1960: Erotyk
- 1961: Pieniadze albo zycie
- 1962: Akt, documental
- 1968: Dialóg 20-40-60 - segment The Twenty Year Olds

### Guionista
És el guionista de tots els seus films excepte King, Queen, Knave, Rece do góry i Le Bateau phare.
- 1960: Niewinni czarodzieje d'Andrzej Wajda
- 1962: Nóz w wodzie de Roman Polanski
- 1972: Poslizg de Jan Lomnicki
- 1986: Mesmerized de Michael Laughlin

### Actor
- 1960: Niewinni czarodzieje d'Andrzej Wajda
- 1966: Sposob Bycia de Jan Rybkowski
- 1966: Bariera
- 1972: Poslizg de Jan Lomnicki
- 1981: Die Fälschung de Volker Schlöndorff
- 1981: Rece do góry
- 1985: White Nights de Taylor Hackford
- 1987: Una banda de dos de Robert Mandel
- 1989: Acque di primavera
- 1996: Mars Attacks! de Tim Burton
- 1998: I Love L.A. de Mika Kaurismäki
- 2000: Before Night Falls de Julian Schnabel
- 2007: Promeses de l'est de David Cronenberg
- 2012: The Avengers de Joss Whedon

## Premis i nominacions

### Premis
- 1967: Os d'Or a la Berlinale per Le Départ
- 1982: Premi al millor guió (Festival de Canes) per Travail au noir
- 1985: Gran Premi del Jurat (Festival de Venècia) per The Lightship
- 2010: Gran Premi del Jurat (Festival de Venècia) per Essential Killing

### Nominacions
- 1972: Palma d'Or al Festival de Canes per King, Queen, Knave
- 1978: Palma d'Or per Le Cri du sorcier
- 1978: Gran Premi (Festival de Canes) per Le Cri du sorcier
- 1982: Palma d'Or per Travail au noir
- 1984: Palma d'Or per Success Is the Best Revenge
- 1985: Lleó d'Or per The Lightship
- 1989: Palma d'Or per Torrents of Spring
- 1991: Lleó d'Or per 30 Door Key
- 2008: Premi Especial del jurat, Festival internacional de cinema de Tòquio per Quatre nuits amb Anna
- 2010: Lleó d'Or per Essential Killing